# César al millor guió original
El César al millor guió original és un premi cinematogràfic francès atorgat per l'Académie des Arts et Techniques du Cinéma des del primer lliurament el 3 d'abril de 1976 al Palais des congrès de París.
La categoria actual resulta de la divisió el 2006 (i anteriorment de 1983 a 1985) del César al millor guió original o adaptació (premiant el millor guió, ja sigui l'adaptació d'una obra prèviament existent o una història amb diàlegs no inspirats d'obres publicades) en «Millor Guió original» i «  adaptació », seguint el mateix model que el dels Oscars.

## Palmarès
- Font: Pàgina oficial del premi.

De 1976 a 1982, una única categoria: César al millor guió original o adaptació

### Dècada del 1980
| Any                                 | Guionista                        | Títol original | Títol en català     | País |
| ----------------------------------- | -------------------------------- | -------------- | ------------------- | ---- |
| 1983                                |                                  |                |                     |      |
| Jean-Claude Carrière i Daniel Vigne | Le Retour de Martin Guerre       | -              | França              |      |
| Élie Chouraqui                      | Qu'est-ce qui fait courir David? | -              | França              |      |
| Mathieu Fabiani i Bob Swaim         | La Balance                       | -              | França Estats Units |      |
| Éric Rohmer                         | Le Beau Mariage                  | -              | França              |      |
| 1984                                |                                  |                |                     |      |
| Patrice Chéreau i Hervé Guibert     | L'Homme blessé                   | -              | França              |      |
| Diane Kurys i Alain Le Henry        | Coup de foudre                   | -              | França              |      |
| Francis Veber                       | Les Compères                     | -              | França              |      |
| 1985                                |                                  |                |                     |      |
| Bertrand Blier                      | Notre histoire                   | -              | França              |      |
| Éric Rohmer                         | Les Nuits de la pleine lune      | -              | França              |      |
| Claude Zidi                         | Les Ripoux                       | -              | França              |      |

De 1986 a 2005, una única categoria: César al millor guió original o adaptació.

### Dècada del 2000
des de 2006, 2 categories: Millor guió original i  millor adaptació.
| Any                                                                | Guionista                          | Títol original                            | Títol en català                | País |
| ------------------------------------------------------------------ | ---------------------------------- | ----------------------------------------- | ------------------------------ | ---- |
| 2006                                                               |                                    |                                           |                                |      |
| Radu Mihăileanu i Alain-Michel Blanc                               | Va, vis et deviens                 | -                                         | França                         |      |
| Cédric Anger, Xavier Beauvois, Guillaume Bréaud, Jean-Eric Troubat | Le Petit lieutenant                | -                                         | França                         |      |
| Christian Carion                                                   | Joyeux Noël                        | Bon Nadal                                 | França                         |      |
| Germans Dardenne                                                   | L'Enfant                           | -                                         | França                         |      |
| Michael Haneke                                                     | Caché                              | Caché                                     | Àustria                        |      |
| 2007                                                               |                                    |                                           |                                |      |
| Rachid Bouchareb i Olivier Lorelle                                 | Indigènes                          | Dies de glòria                            | França                         |      |
| Xavier Giannoli                                                    | Quand j'étais chanteur             | Chanson d'amour                           | França                         |      |
| Isabelle Mergault                                                  | Je vous trouve très beau           | Ets molt guapo                            | França                         |      |
| Danièle Thompson i Christopher Thompson                            | Fauteuils d'orchestre              | -                                         | França                         |      |
| Laurent Tuel i Christophe Turpin                                   | Jean-Philippe                      | -                                         | França                         |      |
| 2008                                                               |                                    |                                           |                                |      |
| Abdellatif Kechiche                                                | La Graine et le Mulet              | -                                         | Fitxer:Flag of Tunis.svg Tunis |      |
| Olivier Dahan                                                      | La Môme                            | La vida en rosa                           | França                         |      |
| Julie Delpy                                                        | Two Days in Paris                  | -                                         | França                         |      |
| Anne Le Ny                                                         | Ceux qui restent                   | -                                         | França                         |      |
| Laurent Tirard i Grégoire Vigneron                                 | Molière                            | -                                         | França                         |      |
| 2009                                                               |                                    |                                           |                                |      |
| Marc Abdelnour i Martin Provost                                    | Séraphine                          | -                                         | França                         |      |
| Rémi Bezançon                                                      | Le Premier Jour du reste de ta vie | El primer dia de la resta de la teva vida | França                         |      |
| Dany Boon, Franck Magnier i Alexandre Charlot                      | Bienvenue chez les Ch'tis          | Benvinguts al nord                        | França                         |      |
| Philippe Claudel                                                   | Il y a longtemps que je t'aime     | Fa molt de temps que t'estimo             | França                         |      |
| Arnaud Desplechin i Emmanuel Bourdieu                              | Un conte de Noël                   | -                                         | França                         |      |

### Dècada del 2010
| Any                                                                            | Guionista                             | Títol original                 | Títol en català | País |
| ------------------------------------------------------------------------------ | ------------------------------------- | ------------------------------ | --------------- | ---- |
| 2010                                                                           |                                       |                                |                 |      |
| Jacques Audiard, Thomas Bidegain, Abdel Raouf Dafri i Nicolas Peufaillit       | Un prophète                           | Un profeta                     | França          |      |
| Xavier Giannoli                                                                | À l'origine                           | -                              | França          |      |
| Jean-Paul Lilienfeld                                                           | La Journée de la jupe                 | -                              | França          |      |
| Philippe Lioret, Emmanuel Courcol i Olivier Adam                               | Welcome                               | -                              | França          |      |
| Radu Mihăileanu i Alain-Michel Blanc                                           | Le Concert                            | El concert                     | França          |      |
| 2011                                                                           |                                       |                                |                 |      |
| Baya Kasmi i Michel Leclerc                                                    | Le Nom des gens                       | -                              | França          |      |
| Mathieu Amalric, Marcelo Novais Teles, Philippe Di Folco, i Raphaëlle Valbrune | Tournée                               | -                              | França          |      |
| Bertrand Blier                                                                 | Le Bruit des glaçons                  | -                              | França          |      |
| Xavier Beauvois                                                                | Des hommes et des dieux               | De déus i homes                | França          |      |
| Gustave Kervern                                                                | Mammuth                               | Mammuth                        | França          |      |
| 2012                                                                           |                                       |                                |                 |      |
| Pierre Schoeller                                                               | L'Exercice de l'État                  | -                              | França          |      |
| Valérie Donzelli i Jérémie Elkaïm                                              | La guerre est déclarée                | Declaració de guerra           | França          |      |
| Michel Hazanavicius                                                            | The Artist                            | -                              | França          |      |
| Maïwenn i Emmanuelle Bercot                                                    | Polisse                               | -                              | França          |      |
| Éric Toledano i Olivier Nakache                                                | Intouchables                          | Intocable                      | França          |      |
| 2013                                                                           |                                       |                                |                 |      |
| Michael Haneke                                                                 | Amour                                 | Amor                           | Àustria         |      |
| Bruno Podalydès i Denis Podalydès                                              | Adieu Berthe ou l'enterrement de mémé | -                              | França          |      |
| Noémie Lvovsky, Florence Seyvos, Maud Ameline i Pierre-Olivier Mattei          | Camille redouble                      | -                              | França          |      |
| Leos Carax                                                                     | Holy Motors                           | -                              | França          |      |
| Florence Vignon i Stéphane Brizé                                               | Quelques heures de printemps          | -                              | França          |      |
| 2014                                                                           |                                       |                                |                 |      |
| Albert Dupontel                                                                | 9 mois ferme                          | -                              | França          |      |
| Philippe le Guay                                                               | Alceste à bicyclette                  | Molière en bicicleta           | França          |      |
| Alain Guiraudie                                                                | L'inconnu du lac                      | -                              | França          |      |
| Asghar Farhadi                                                                 | Le Passé                              | El passat                      | Iran            |      |
| Katell Quillévéré i Mariette Désert                                            | Suzanne                               | -                              | França          |      |
| 2015                                                                           |                                       |                                |                 |      |
| Abderrahmane Sissako i Kessen Fatoumata Tall                                   | Timbuktu                              | Timbuktu                       | Mauritània      |      |
| Thomas Cailley i Claude Le Pape                                                | Les Combattants                       | -                              | França          |      |
| Victoria Bedos, Stanislas Carré de Malberg, Eric Lartigau i Thomas Bidegain    | La Famille Bélier                     | La família Bélier              | França          |      |
| Thomas Lilti, Baya Kasmi, Julien Lilti i Pierre Chosson                        | Hippocrate                            | Hipòcrates                     | França          |      |
| Olivier Assayas                                                                | Sils Maria                            | Els núvols de Sils Maria       | França          |      |
| 2016                                                                           |                                       |                                |                 |      |
| Deniz Gamze Ergüven i Alice Winocour                                           | Mustang                               | Mustang                        | Turquia França  |      |
| Noé Debré, Thomas Bidegain i Jacques Audiard                                   | Dheepan                               | Dheepan                        | França          |      |
| Xavier Giannoli                                                                | Marguerite                            | -                              | França          |      |
| Emmanuelle Bercot i Marcia Romano                                              | La Tête haute                         | -                              | França          |      |
| Arnaud Desplechin i Julie Peyr                                                 | Trois souvenirs de ma jeunesse        | Trois souvenirs de ma jeunesse | França          |      |
| 2017                                                                           |                                       |                                |                 |      |
| Sólveig Anspach i Jean-Luc Gaget                                               | L'Effet aquatique                     | -                              | Islàndia França |      |
| Romain Compingt, Houda Benyamina i Malik Rumeau                                | Divines                               | -                              | França          |      |
| Sabrina B. Karine, Alice Vial, Pascal Bonitzer i Anne Fontaine                 | Les Innocentes                        | Les innocents                  | França          |      |
| Bruno Dumont                                                                   | Ma Loute                              | L'alta societat                | França          |      |
| Justine Triet                                                                  | Victoria                              | Victoria                       | França          |      |
| 2018                                                                           |                                       |                                |                 |      |
| Robin Campillo                                                                 | 120 battements par minute             | -                              | França          |      |
| Mathieu Amalric i Philippe Di Folco                                            | Barbara                               | -                              | França          |      |
| Julia Ducournau                                                                | Grave                                 | Grave                          | França          |      |
| Claude Le Pape i Hubert Charuel                                                | Petit paysan                          | -                              | França          |      |
| Éric Toledano i Olivier Nakache                                                | Le sens de la fête                    | C'est la vie                   | França          |      |
| 2019                                                                           |                                       |                                |                 |      |
| Xavier Legrand                                                                 | Jusqu'à la garde                      | -                              | França          |      |
| Pierre Salvadori, Benoît Graffin i Benjamin Charbit                            | En liberté!                           | -                              | França          |      |
| Gilles Lellouche, Ahmed Hamidi i Julien Lambroschini                           | Le Grand Bain                         | El gran bany                   | França          |      |
| Alex Lutz, Anaïs Deban i Thibault Segouin                                      | Guy                                   | -                              | França          |      |
| Jeanne Herry                                                                   | Pupille                               | En bones mans                  | França          |      |

### Dècada del 2020
| Any                                                    | Guionista                                   | Títol original                        | Títol en català  | País |
| ------------------------------------------------------ | ------------------------------------------- | ------------------------------------- | ---------------- | ---- |
| 2020                                                   |                                             |                                       |                  |      |
| Nicolas Bedos                                          | La Belle Époque                             | -                                     | França           |      |
| François Ozon                                          | Grâce à Dieu                                | -                                     | França           |      |
| Éric Toledano i Olivier Nakache                        | Hors Normes                                 | Especials                             | França           |      |
| Ladj Ly, Giordano Gederlini i Alexis Manenti           | Les Misérables                              | Els miserables                        | França           |      |
| Céline Sciamma                                         | Portrait de la jeune fille en feu           | Retrat d'una dona en flames           | França           |      |
| 2021                                                   |                                             |                                       |                  |      |
| Albert Dupontel                                        | Adieu les cons                              | Adieu les cons                        | França           |      |
| Caroline Vignal                                        | Antoinette dans les Cévennes                | -                                     | França           |      |
| Emmanuel Mouret                                        | Les choses qu'on dit, les choses qu'on fait | Les coses que diem, les coses que fem | França           |      |
| Filippo Meneghetti i Malysone Bovorasmy                | Deux                                        | Entre nosaltres                       | França           |      |
| Benoît Delépine i Gustave Kervern                      | Effacer l'historique                        | -                                     | França           |      |
| 2022                                                   |                                             |                                       |                  |      |
| Arthur Harari i Vincent Poymiro                        | Onoda, 10 000 nuits dans la jungle          | Onoda: 10.000 nits a la jungla        | França           |      |
| Valérie Lemercier i Brigitte Buc                       | Aline                                       | Aline                                 | França           |      |
| Leos Carax, Ron Mael i Russell Mael                    | Annette                                     | Annette                               | França           |      |
| Yann Gozlan, Simon Moutaïrou i Nicolas Bouvet-Levrard  | Boîte noire                                 | Black Box                             | França           |      |
| Catherine Corsini, Laurette Polmanss i Agnès Feuvre    | La Fracture                                 | -                                     | França           |      |
| 2023                                                   |                                             |                                       |                  |      |
| Louis Garrel, Tanguy Viel i Naïla Guiguet              | L'Innocent                                  | -                                     | França           |      |
| Éric Gravel                                            | À plein temps                               | A temps complet                       | França           |      |
| Valeria Bruni Tedeschi, Noémie Lvovsky i Agnès de Sacy | Les Amandiers                               | La gran joventut                      | França           |      |
| Cédric Klapisch i Santiago Amigorena                   | En corps                                    | -                                     | França Argentina |      |
| Alice Diop, Amrita David i Marie NDiaye                | Saint Omer                                  | Saint Omer                            | França           |      |
| 2024                                                   |                                             |                                       |                  |      |
| Justine Triet i Arthur Harari                          | Anatomie d'une chute                        | Anatomia d'una caiguda                | França           |      |
| Jean-Baptiste Durand                                   | Chien de la casse                           | -                                     | França           |      |
| Jeanne Herry                                           | Je verrai toujours vos visages              | -                                     | França           |      |
| Nathalie Hertzberg i Cédric Kahn                       | Le Procès Goldman                           | -                                     | França           |      |
| Thomas Cailley i Pauline Munier                        | Le Règne animal                             | -                                     | França           |      |
| 2025                                                   |                                             |                                       |                  |      |
| Boris Lojkine i Delphine Agut                          | L'Histoire de Souleymane                    | -                                     | França           |      |
| Irène Muscari i Emmanuel Courcol                       | En fanfare                                  | -                                     | França           |      |
| Stéphane Demoustier                                    | Borgo                                       | -                                     | França           |      |
| Alain Guiraudie                                        | Miséricorde                                 | -                                     | França           |      |
| Louise Courvoisier i Théo Abadie                       | Vingt Dieux                                 | -                                     | França           |      |

## Estadístiques

### Els més premiats
| Premis | Nom           | Anys       | Detalls       |
| ------ | ------------- | ---------- | ------------- |
| 2      | Arthur Harari | 2022, 2024 | 2 nominacions |

### Els més nominats
| Nominacions | Nom                | Anys             | Detalls   |
| ----------- | ------------------ | ---------------- | --------- |
| 3           | Thomas Bidegain    | 2010, 2015, 2016 | 1 premis  |
| 3           | Éric Toledano      | 2012, 2018, 2020 | Cap premi |
| 3           | Olivier Nakache    | 2012, 2018, 2020 | Cap premi |
| 3           | Xavier Giannoli    | 2007, 2010, 2016 | Cap premi |
| 2           | Arthur Harari      | 2022, 2024       | 2 premis  |
| 2           | Justine Triet      | 2017, 2024       | 1 premi   |
| 2           | Albert Dupontel    | 2014, 2021       | 1 premi   |
| 2           | Michael Haneke     | 2006, 2013       | 1 premi   |
| 2           | Baya Kasmi         | 2011, 2015       | 1 premi   |
| 2           | Jacques Audiard    | 2010, 2016       | 1 premi   |
| 2           | Alain-Michel Blanc | 2006, 2010       | 1 premi   |
| 2           | Rada Mihăileanu    | 2006, 2010       | 1 premi   |
| 2           | Bertrand Blier     | 1985, 2011       | 1 premi   |
| 2           | Arnaud Desplechin  | 2009, 2016       | Cap premi |
| 2           | Claude Le Pape     | 2015, 2018       | Cap premi |
| 2           | Emmanuelle Bercot  | 2012, 2016       | Cap premi |
| 2           | Éric Rohmer        | 1983, 1985       | Cap premi |
| 2           | Gustave Kervem     | 2011, 2021       | Cap premi |
| 2           | Jeanne Herry       | 2019, 2024       | Cap premi |
| 2           | Leos Carax         | 2013, 2022       | Cap premi |
| 2           | Mathieu Amalric    | 2011, 2018       | Cap premi |
| 2           | Noémie Lvovsky     | 2013, 2023       | Cap premi |
| 2           | Philippe Di Folco  | 2011, 2018       | Cap premi |
| 2           | Thomas Cailley     | 2015, 2024       | Cap premi |
| 2           | Xavier Beauvois    | 2006, 2011       | Cap premi |
| 2           | Emmanuel Courcol   | 2010, 2025       | Cap premi |
| 2           | Alain Guiraudie    | 2014, 2025       | Cap premi |